# Myzus ascalonicus
Myzus ascalonicus är en insektsart som beskrevs av Doncaster 1946. Myzus ascalonicus ingår i släktet Myzus och familjen långrörsbladlöss. Arten är reproducerande i Sverige. Inga underarter finns listade i Catalogue of Life.